# Жиро, Юбер (композитор)
 Юбе́р Ив Адриа́н Жиро́ (фр. Hubert Yves Adrien Giraud; 3 марта 1920, Марсель, Франция  — 16 января 2016, Монтрё, Швейцария) — французский композитор и поэт.

## Биография
Начал свою карьеру, играя на гармошке с Джанго Рейнхардом в джазовой группе Quintette du Hot Club de France. В 1941 году он играл на гитаре в турне биг-бенда Рэя Вентуры по Южной Америке. Шесть лет спустя он присоединился к оркестру Jacques Hélian в серии озвучиваний послевоенных романтических комедий.
Его песня «Dors, mon amour» (Спи, моя любовь) в исполнении Андре Клаво выиграла Евровидение 1958.
С автором текста Пьером Куром написал песню «Gitans» (ака «Les Gitans»). Она была переведена на английский язык и записана Корри Броккеном. Серджо Франки записал английском и итальянском языке (итальянский текст Лео Кьоссо) на свой альбом 1965 года Live at the Cocoanut Grove.
Наиболее известен как автор музыки для песни «Под небом Парижа» для одноименного фильма (1951 год) и автор музыки для песни «Mamy Blue» (1970 год).